# Раздолля (Касторенський район)
Раздолля (рос. Раздолье) — село в Касторенському районі Курської області Російської Федерації.
Населення становить 181 особу. Входить до складу муніципального утворення Олексіївська сільрада.

## Історія
Населений пункт розташований на території українського етнічного та культурного краю Східна Слобожанщина.
Від 2004 року входить до складу муніципального утворення Олексіївська сільрада.

## Населення
| 2002 | 2010 |
| ---- | ---- |
| 291  | ↘181 |